# Elisabeth Alida Haanen

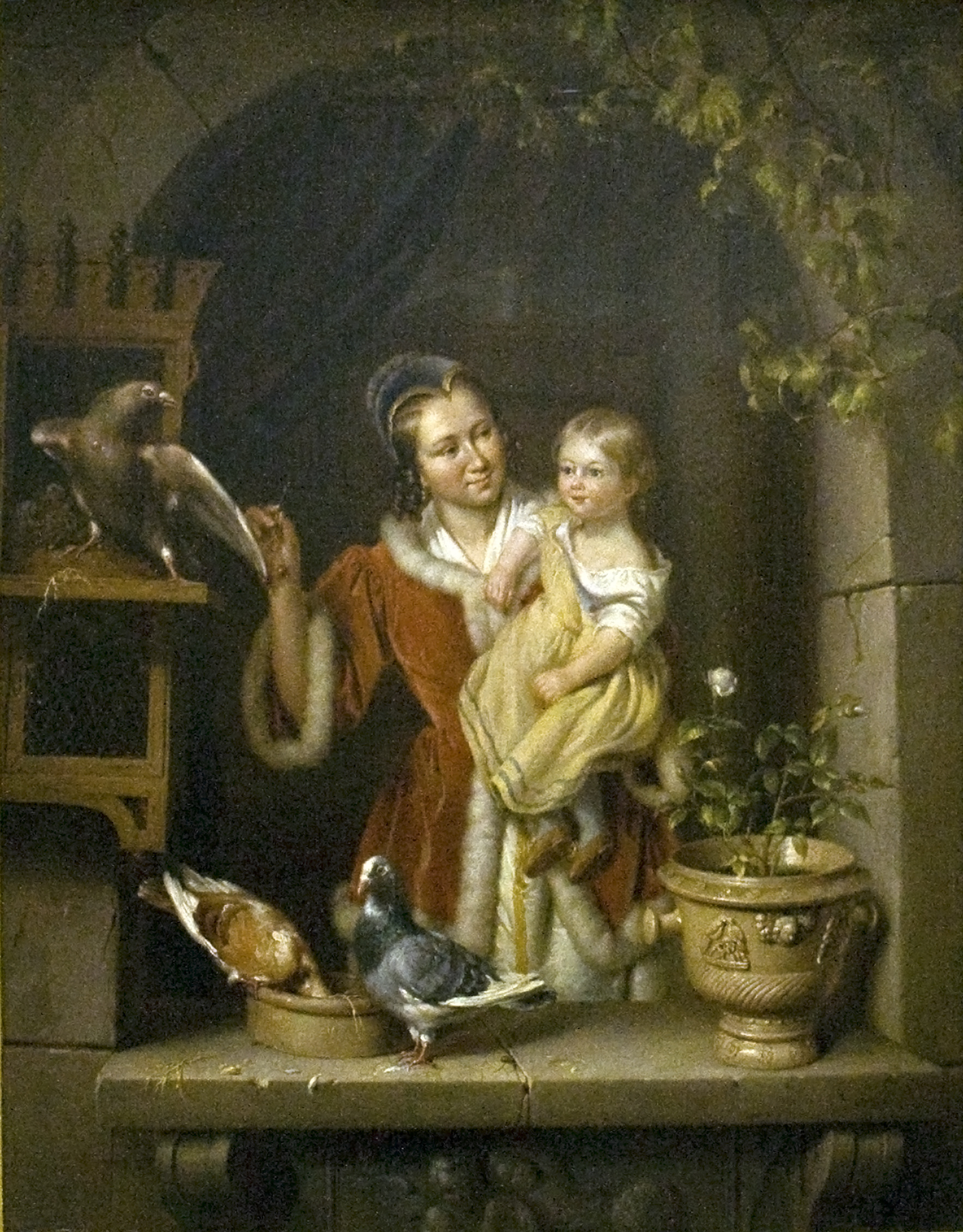
Pidgeons, 1841, colección del Museo Teyler

Elisabeth Alida Haanen (Utrecht, 1809 - Ámsterdam, 1845) fue una pintora neerlandesa. Conocida por sus cuadros de género, y también como artista de papercutting (recortes de papel), realizó un centenar de retratos de artistas alrededor de 1837.

## Biografía
Elisabeth era hija de Casparis Haanen y hermana de Adriana Johanna Haanen, George Gilles Haanen y Remigius Adrianus Haanen. en el  Se casó con el artista Petrus Kiers, convirtiéndose en la tía de van Cecil (van) Haanen. Tuvo dos hijos: George Lourens y Catharina Isabella Kiers. Fue miembro honoràrio de la Real Academia de Bellas Artes (Koninklijke Academie voor Beeldende Kunsten) de Ámsterdam desde 1838.